# Ca n'Alrich
Ca n'Alrich és una casa noucentista de Caldes de Montbui (Vallès Oriental) protegida com a bé cultural d'interès local.

## Descripció
L'edifici en el seu origen era un balneari que s'enderrocà quasi totalment als anys 1940, després de la guerra civil, quan va ser transformat en tres cases unifamiliars entre mitgeres, disposades en fileres. De l'antic balneari sols s'aprofitaren els fonaments i els murs portants de la planta baixa. Les dues cases laterals, tant la que dona al carrer de Santa Susanna com la que fa mitgera a les Termes Victòria són de planta baixa i un pis, en canvi la casa central del conjunt té planta baixa i dos pisos.
L'estructura és tradicional de gruixudes parets de càrrega unidireccionals de biguetes. La coberta de la casa central del conjunt és inclinada i de teula àrab, l'edifici queda rematat per un ràfec a manera de cornisa ceràmica. La coberta de les cases dels extrems és plana i transitable, quedant també l'edifici rematat a l'altura de la terrassa transitable, just on comença la barana, per un ràfec o voladís horitzontal d'uns 50 centímetres aproximadament, format amb colls de fusta.
Hi ha un gran ordre, tant en vertical com en horitzontal, en la disposició i el tipus de forats. La façana és completament simètrica, amb un eix central i alhora presenta també tres eixos de simetria en cada una de les tres cases. Els forats es disposen segons unes faixes verticals de composició o alineació. Aquests són força similars amb unes proporcions bastant verticals. L'edifici queda rematat per una espècie de pèrgola que uniformitza l'alçada dels tres cossos.

## Història
Durant molts anys va ser un balneari. Al segle xix era conegut com a Can Alrich, i al segle XX per Balneari Alrich o del Remei. També pren el nom popular de Can Targa. Després de la guerra, cap als anys 1940, desapareix com a balneari. Els propietaris venen la casa al senyor Cortés. La casa és quasi enderrocada i després de moltes obres, es transforma en les tres habitacions actuals. La número 17 era Can Balaguer (treballador del senyor Cortés), la número 18 era Can Cortés (fill) i la número 19 era la casa del constructor Miró, que va realitzar les obres. Més tard la casa central passà en propietat al balneari Victòria i el senyor Cortés comprà la casa del constructor Miró, on avui dia viu l'escultor Sebastià Badia amb la seva esposa.
L'edifici està situat a la plaça del Lleó, centre neuràlgic de l'antiga i actual vila, formant part de la zona més monumental de la població. Està envoltada d'una arquitectura fonamentalment del segle xx, molt heterogènia degut a les nombroses reconstruccions i restauracions que s'han fet al llarg de la història.